# Félix Araújo
Félix de Souza Araújo (Cabaceiras, 22 de dezembro de 1922 — Campina Grande, 27 de julho de 1953) foi um político brasileiro, vereador de Campina Grande, no estado da Paraíba. Também foi poeta, tribuno, secretário de governo, ensaísta, crítico literário, escriturário, livreiro, radialista, jornalista e conferencista. Foi pai de Félix Araújo Filho, prefeito de Campina Grande entre 1993 e 1997.

## Síntese histórica
Félix Araújo era filho de Francisco Virgolino de Souza e Nautília Pereira de Araújo, também nascidos em Cabaceiras. Contraiu matrimônio com Maria do Socorro Douettes, em janeiro de 1947, com quem teve dois filhos: Maria do Socorro Tamar Araújo Celino e Félix Araújo Filho, que viria a se eleger vereador e, posteriormente, prefeito de Campina Grande.
Cursou o primário em Cabaceiras e prosseguiu seus estudos no Colégio Diocesano Pio XI (Campina Grande) e no Liceu Paraibano (em João Pessoa). Concluiu o curso clássico em 1949. Foi aluno da Faculdade de Direito do Recife, escolhido orador de sua turma, porém foi assassinado por razões políticas pouco antes de concluir o curso. Explica Evaldo Gonçalves que "seu talento verbal, sua extraordinária capacidade de aprender, sua voracidade intelectual em termos de assenhorear rapidamente dos conhecimentos, seu trato de cavalheiro, tudo lhe somou para que se destacasse nesse primeiro patamar de sua vida estudantil".
Aos dezesseis anos, Félix de Souza Araújo já publicava artigos em jornais. Ainda no ano de 1938, Alceu Amoroso Lima reconheceu importante vertente de sua personalidade: a sua erudição.
Foi colaborador de diversos jornais, entre outros, o Diário de Pernambuco (iniciado em março de 1950). Ainda em Cabaceiras, fundou o Jornal "Cruzeiro".
É autor do poema em prosa TAMAR - escrito em 1940, publicado em 1945 - e também das obras DOR, FRATERNIDADE, POEMAS SOLTOS e CARROSSEL DA VIDA. O poema em prosa "TAMAR" mereceu destaque do jornal "O Globo", em 17 de julho de 1945, mediante elogiosa crítica do romancista Eloy Pontes. O Diário de Pernambuco publicou os poemas "Naufrago" (em 28 de abril de 1950, em sua edição n. 93), "A Porta" (em 28 de outubro de 1951, edição n. 250).
Foi pracinha voluntário da Força Expedicionária Brasileira (FEB). Lutou nos campos da Itália contra o nazifascismo, em 1943. Foi correspondente de guerra e fundou o jornal "Cruzeiro do Sul". Ao voltar, fixou residência em Campina Grande.
Criou o programa "A Voz dos Municípios" na Rádio Borborema de Campina Grande. Durante vários anos, manteve o programa "Carrossel da Vida", com leitura de crônica diária na Rádio Caturité.
Felix era tribuno de massa. Orador com imenso domínio da plateia. Era figura esperada em comícios, palestras e solenidades. No dizer do historiador Josué Sylvestre: "nunca vi até hoje alguém falar tão bem quanto Felix Araújo".
Filiou-se ao PCB, disputando, por este partido, duas eleições: em 1946, para deputado federal e 1947, para deputado estadual. Na eleição para o legislativo estadual, obteve 885 votos, alcançando a primeira suplência do deputado João Santa Cruz, este eleito com 1 654 votos. No ano de 1948, deixou o PCB por discordar do radicalismo, à época, da rígida disciplina partidária. Mesmo assim, recebeu apoio de setores de esquerda, segmentos sindicalizados, diretórios estudantis e bairros populares.
Ainda em 1946, instalou a "Livraria do Povo", incendiada, criminosamente, por adversários ideológicos, sectários de extrema direita.
Em 1947, Félix liderou a campanha de Elpídio Josué de Almeida a prefeito de Campina Grande. Foi secretário de Educação e Cultura deste governo, introduziu o "Cinema Educativo". Coordenou a campanha eleitoral de José Américo de Almeida a governador da Paraíba (1950).
Elegeu-se vereador mais votado de Campina Grande em 1951, pelo PL (Partido Libertador). Integrou as comissões de Justiça, Legislação e Redação e de Educação e Cultura (1951 a 1953).
Caracterizado por rígidas e inegociáveis convicções ideológicas, acusa o governador José Américo de Almeida de ter se afastado dos ideais libertários que deram substrato e identidade à campanha de 1950. Pouco depois, em 13 de março de 1953, escreveu o "Acuso", um manifesto contra o governador do Estado. Denunciou a corrupção na Administração Municipal, rompeu com o prefeito Plínio Lemos e com o governador José Américo. Foi assassinado em 13 de julho de 1953, vindo a falecer em 27 de julho do referido ano.
De acordo com o jornal carioca Correio da Manhã, Felix, além de vereador de grande prestígio, era líder dos estudantes e aluno da Faculdade de Direito do Recife, Iria concluir o Curso de Direito ainda no ano de 1953, quando foi vítima de atentado de natureza política.

## Morte
Em 13 de julho de 1953, quando presidia a comissão que investigava as contas da administração municipal, foi baleado, pelas costas, por João Madeira, funcionário da prefeitura e guarda-costas de Plínio Lemos. Momentos após o atentado, João Madeira foi encontrado - e preso - escondido na residência do citado prefeito. De acordo com o Diário de Pernambuco, após o atentado, João Madeira buscou refúgio na residência de Plínio Lemos, onde permaneceu escondido, tendo sido localizado pelo Delegado Genival Queiroz, pelo vereador Pedro Sabino e pelo dr. Willian Arruda. Nesse local, foi efetuada a sua prisão em flagrante.
Em 15 de julho de 1953, o jornal do Brasil publicou, na coluna "Câmara dos Deputados", mensagem do deputado João Agripino, lida pelo dr. Osvaldo Trigueiro, explicando o ocorrido nos seguintes termos: "(...) o vereador Felix Araújo solicitara, a fim de apreciar, a documentação relativa a despesas de vulto não comprovadas e autorizadas pelo prefeito daquela cidade, Plinio Lemos. Por esse motivo, o jovem vereador, que é estudante, numa das ruas mais centrais da cidade, foi alvejado, pelas costas, por um capanga do chefe do Executivo Municipal, tombando com a coluna vertebral seccionada pelo tiro disparado pelo facínora que, em seguida, se homiziou na residência do próprio prefeito onde o foram encontrar as autoridades policiais". (Jornal do Brasil, edição 00160, caderno 1, p. 9).
Após o atentado, o poeta Felix Araújo foi levado para a casa de saúde dr. Francisco Brasileiro e acompanhado por equipe médica. Permaneceu em estado grave por 14 dias. Além do acompanhamento de médicos de Campina Grande, foi providenciada a vinda do especialista do Recife, o neurocirurgião Dr. Manoel Caetano de Barros, para examinar a gravidade dos ferimentos e proceder à intervenção cirúrgica. É que, segundo publicação do Diário de Pernambuco, “a bala que atingiu o jornalista Felix Araújo atravessou-lhe o pulmão esquerdo e, depois de fraturar duas costelas, foi alojar-se na espinha". A impressão clínica indicava secção da medula, porém a cirurgia foi adiada e condicionada à melhora do grave estado pulmonar do paciente. A cirurgia foi realizada dias após o atentado e apontava a possibilidade de resultar, como consequência, paraplegia.
Nas ruas, a população acompanhava a divulgação de boletins médicos e protestava contra o atentado. Os estudantes da União Universitária e Centro Estudantil também lançaram protestos contra a agressão sofrida pelo poeta Felix Araújo e percorreram, em passeatas, as ruas da cidade. Concomitantemente, doações de sangue e vigílias de orações eram espontaneamente reproduzidas por populares. Os estudantes da Faculdade de Direito do Recife também enviaram mensagens de protesto ao prefeito Plínio Lemos contra a agressão covarde e brutal que foi vítima o estudante de Direito Felix Araújo.
Félix Araújo faleceu, em 27 de julho de 1953 (14 dias após o atentado), aos 30 anos de idade em decorrência dos ferimentos, na Casa de Saúde dr. Francisco Brasileiro, em Campina Grande. O assassinato de Felix Araújo "ganhou conotações e proporções políticas", sendo identificado com as causas populares, com movimentos sociais e com as manifestações nacionalistas. Conforme publicado no jornal carioca Correio da Manhã, de 15 de julho de 1953, foi "crime de natureza política em Campina Grande".

## Frase histórica
"Esta terra de bravos 

Não será terra de escravos,
Nem reinado de opressão"
(Félix de Souza Araújo)
 

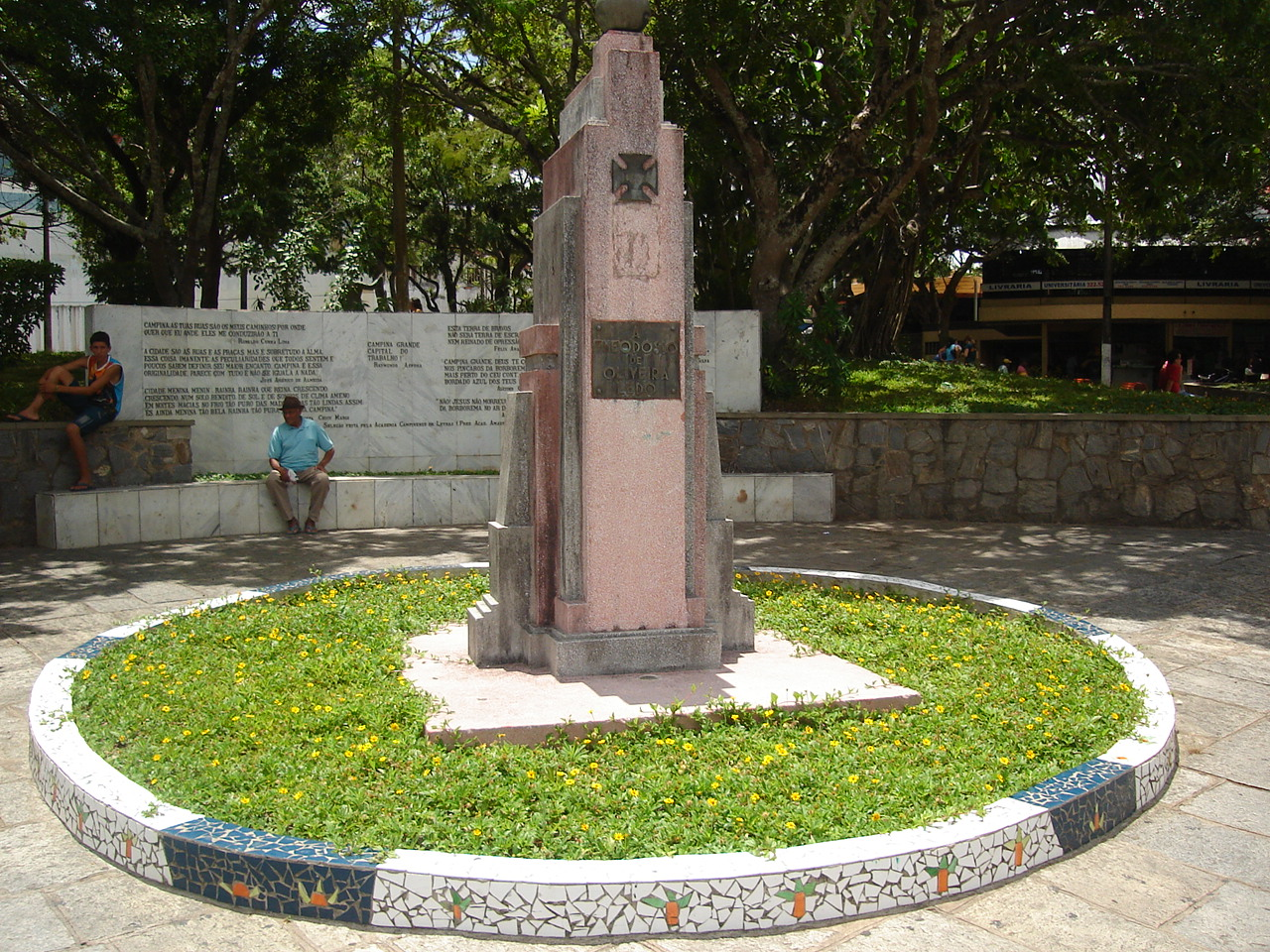
Frase célebre do poeta Félix Araújo, grafada na Praça Clementino Procópio, em Campina Grande.

Outras frases de Felix Araújo, destacadas em Antologia dos Oradores Paraibanos: 
"Dura é a verdade. Dura e incômoda. A sua luz queima como ferro em brasa, e cega a sua claridade."

(Félix Araújo)
O referido livro também ressalta: 
"Maldito para sempre o que esconder a verdade, que não lhe pertence, é de todos. Mil vezes melhor sucumbir incendiado em suas chamas crepitantes e irresistíveis, e ter os olhos corroídos pela intensidade de sua luz, que caminhar sobre o pântano venenoso da mentira, movediço porque embebido de sangue, iluminado, como os cemitérios, pela enganosa luz dos fogos-fátuos."

(Félix Araújo)
E ainda: 
 
"A verdade que mata 

é a mesma que ressuscita."
(Félix de Souza Araújo)
Em João Pessoa, das escadarias do Palácio do Governo, durante manifestação dos estudantes pela entrada do Brasil na II Guerra, Felix arrematou: 
"Paraibanos! As tiranias têm a duração de uma noite".

(Félix de Souza Araújo)

## Obras escritas - Poemas
Felix Araújo foi destacado poeta. Escreveu importante produção intelectual. Logo cedo, despontou  refinada vertente poética. Aos dezesseis anos, Félix de Souza Araújo já publicava poemas e artigos em diferentes periódicos nacionais. As suas obras são: 
1. Dor
2. Fraternidade
3. Poemas Soltos
4. Carrossel da Vida
5. TAMAR
6. Álbum de Guerra - Poemas inéditos escritos durante o combate da Segunda Guerra Mundial.

Aos dezoito anos, Felix Araújo escreveu o livro "TAMAR". Por essência, é uma "profissão de fé no Amor". Uma obra lírica que exalta a consagração ao amor, à natureza, enfim, à própria vida. No dizer de Evaldo Gonçalves, “Tamar não foi fruto do acaso. Trata-se de uma criação literária que revela um nível de amadurecimento intelectual acima da idade do autor”.

A obra "Tamar" retrata uma história romântica entre dois jovens enamorados, projetada em simbologias impactantes, meio a cenários da natureza que revelam significados, descobertas, sentimentos e até incertezas. Em seu poema, Felix Araújo escreveu:
“Ninguém sabe quem é Tamar, e eu não direi nunca.
Ela é o meu grande mistério.
Nem todos os ouvidos podem ouvir a sua voz; nem todos os olhos podem ver a sua beleza.

É sagrada, a minha Tamar. Por isso eu a guardo comigo, só para mim, minha religião e minha esperança”.
Felix Araújo produziu diversos outros poemas. Alguns deles, até então inéditos, foram publicados em seu livro "Obras Poéticas", no capítulo intitulado "FÔLHAS SÔLTAS", onde vários de seus poemas foram reunidos. A denominação "Folhas Soltas" foi conferida em 1964, onze anos após a morte do poeta Felix Araújo, pela Comissão Cultural do Centenário de Campina Grande, criada pelo Prefeito Newton Vieira Rique, através da lei nº. 91, de 29 de abril de 1964. A Comissão foi composta por Elpídio Josué de Almeida, Severino Bezerra de Carvalho, Raymundo Asfora, José Elias Barbosa Borges e Maria de Lourdes Passos. Entre outros poemas, foi publicado "A Liberdade". Neste, há uma firme defesa da liberdade! Nele, Felix Araújo reflete e arremata: 
"Derrete as armas com que os homens se batem pela ambição e pela intolerância.
               

E êsse ferro velho, e êsse aço inútil, transforma-os em máquinas para os operários, arados para o lavrador, brinquedos para as crianças, em leitos confortáveis, onde as mães grávidas esperem os seus filhos e onde os velhos recordem pela última vez, e durmam para sempre".

## Carta do Crítico Literário Alceu Amoroso Lima a Felix Araújo
Após ampla repercussão do artigo de autoria do jovem poeta Felix Araújo, no jornal "A Voz da Borborema", em defesa de teses levantadas pelo crítico literário e teólogo Alceu Amoroso Lima, o poeta paraibano - então com apenas dezesseis anos de idade - recebeu carta do ilustre ensaísta, o renomado "Tristão de Ataíde", que, ao agradecer aquela defesa, impressionado com a maturidade intelectual do poeta Felix Araújo, ressalta a qualidade do texto, chegando até mesmo a duvidar tivesse o novel escritor cabaceirense apenas dezesseis anos de idade. 
“Rio 1 de dezembro de 1938. 

Meu jovem e desconhecido amigo
Félix de Souza Araújo,

Recebo – e não sem emoção – enviado por pessoa amiga um recorte do jornal “A Voz da Borborema”, onde a sua pena de estudante se levanta como uma lança na defesa do meu nome. Não posso de modo algum ser insensível a esse gesto, tão espontâneo e desinteressado, e nem deixar de notar aqui o talento com que foi escrito o artigo, se é realmente assinado por um jovem de 16 anos.
           Envio-lhe como lembrança uma separata de “Idade, Sexo e Tempo”, e faço votos para que cresçam não só as qualidades literárias que revela como seu amor à verdade e à justiça.

Amigo e irmão em Cristo

Alceu Amoroso Lima”.

## Carta do Pracinha Felix Araújo para o escritor Joel Silveira durante a II Guerra Mundial
O jornalista e escritor Joel Silveira destacou em seu livro “Histórias de Pracinha” carta enviada pelo poeta Felix Araújo, durante a Segunda Guerra Mundial, escrita “em pleno Oceano Atlântico, num beliche de transporte de guerra, assinada por um soldado que voluntariamente incorporou-se à F. E. B. para a guerra da nossa Pátria e dos Povos contra o fascismo” (grafou o pracinha paraibano).

Na época, Felix Araújo ainda era estudante. E fez registrar: “chefiei embaixadas. Fiz comícios e falei ao povo”. Mas ali, estava contente porque era um pracinha. O soldado de número 6362. E sabia da imensa missão que voluntariamente cumpria: combater as diferentes formas de subserviência física e moral do homem. De acordo com poeta cabaceirense: 
“Na imensa legião dos combatentes do mundo, eu me distingo apenas por ser um número. Sou o soldado 6362. Apenas isto. E estou contente e feliz no meu canto, no meu anonimato. Com este número, um fuzil e o Ideal, lutarei junto a outros milhões de jovens anônimos e desconhecidos – nossos irmãos de todas as pátrias – pela destruição de todas as formas de subserviência física e moral do Homem”.
Além da carta, Felix enviou ao jornalista Joel Silveira também um exemplar da “Carta do Atlântico” e registrou, mediante a construção de texto poético, a entrada do navio de guerra no Mar Mediterrâneo. 
“Agora vamos entrar no Mediterrâneo, ainda coberto de destroços da campanha da África, túmulo do sonho imperialista italiano, como Stalingrado o foi do nazismo, agora, quando esperarmos descobrir no horizonte o rochedo invencível de Gibraltar, quero que o meu presente (refere-se a um exemplar da ‘Carta do Atlântico’) lhe recorde sempre, nos dias duros que nos espera, o nosso bom oceano. O nosso Atlântico. Nele morrerão afogados nossas mulheres, nossos filhos, nossos soldados.”
Em seu livro, o escritor Joel Silveira retrata a coragem, a decência e o elevado coração do pracinha Felix, bem como o seu gosto pelos escritores André Malraux e Ilya Ehrenburg. Isto porque em sua carta, Felix fez expressa referência ao livro intitulado “Esperança” de Malraux (1937), que exalta: “Barcelona estava grávida de todos os seus sonhos”. E, assim, arremata Felix Araújo, em seu texto, considerando o cenário de guerra: 
“Agora é o mundo inteiro. É a humanidade toda que esta grávida de sonhos. Que a nossa luta – nós, soldados, operários, intelectuais, estudantes, povo – apresse a ‘delivrance’. E venha ela como uma estrela, um cometa, um astro novo, o mundo melhor que todos desejamos.”
Por fim, em Histórias de Pracinhas, Joel Silveira sintetiza Felix Araújo do seguinte modo:
"É um coração forte, coração e soldado que sabe porque vai lutar - o pracinha Felix sabe que vai lutar a sua própria luta. Um coração assim desafia tormentas e gelo, como se fosse um suéter natural contra a neve e o inverno fascista. O pracinha Felix tem o seu fuzil e o coração cheio de fogo. É um pracinha bem armado, e pracinhas assim não podem ser derrotados. Podem morrer, mas não podem ser derrotados."

## A Oratória de Felix Araújo
Felix de Souza Araújo se notabilizou pela sua eloquência como tribuno e orador de massas. Consagrou-se por seus discursos arrebatadores, inteligentes e elegantes, a maior parte deles de improviso. No dizer de Josué Sylvestre  (2004): "Só quem teve a felicidade de ouvi-lo é capaz de aquilatar quão arrebatador, eclético, convincente e elegante, era Felix na tribuna". O ensaísta José Mário da Silva explica que Felix Araújo se destacou "como um gigante da retórica, como um imbatível arregimentador das massas, que fazia da praça pública a sua sempre perseguida e encontrada tribuna; e, do povo, o seu interlocutor sempre presente". 
São vários os testemunhos registrados, ao longo do tempo, sobre sua talentosa faceta: a de orador persuasivo e magnetizante! Historiadores registram discursos impactantes, proferidos pelo tribuno Felix Araújo, em diferentes passagens de sua vida.
Sobre Felix, na condições de pracinha da FEB, a pesquisadora Iêda Lima publicou que "o poder da oratória já se manifestara desde os tempos em que Felix Araújo serviu na Força Expedicionária Brasileira, durante a II Guerra Mundial. Quebrando rígidos padrões de disciplina, conseguiu várias vezes falar para a tropa, em vibrantes discursos em defesa dos ideais antifascistas e de estímulo à luta dos compatriotas, em operação de guerra”.
O jurista José Farias Tavares destacou, no jornal A União (2003), Felix como o orador da formatura do Curso de Direito: "a sua turma o escolheu, com antecedência de um ano, como orador da solenidade de formatura que se realizaria em dezembro de 1954, projeto que a morte no dia 27 de julho de 1953 veio aniquilar". 
Após sua morte, Gláucio Veiga (doutor em Economia Política pela USP) relembrou a oratória de Felix Araújo na manifestação dos estuantes em João Pessoa. Estampou no Jornal do Comércio do Recife, em 02/08/1953: "foi grande demais, Felix Araújo. A vingança nossa será o esquecimento por parte das futuras gerações dos seus inimigos porque, agora, mais do que nunca, sentimos que a inteligência é coisa perene. Quando os estudantes e o povo de João Pessoa saíram à rua, exigindo a entrada do Brasil na guerra, ao lado dos Aliados, Felix Araújo foi o nosso orador, nas escadarias do Palácio do Governo. Lembro-me perfeitamente de suas palavras: 'Paraibanos! As tiranias têm a duração de uma noite'".

## Felix Araújo: Campanha de Elpídio de Almeida em 1947
As campanhas de 1945 e de 1947 se constituíram em novas experiências para o eleitorado, pois a sociedade vivenciava a possibilidade de escolher o chefe do executivo a partir de um processo democrático. 
Contemplando o cenário político estadual, no ano de 1947, os líderes Argemiro de Figueiredo e José Américo de Almeida se posicionaram em lados opostos em Campina Grande. Nesse contexto, o médico Elpídio Josué de Almeida (PSD) surgiu como candidato natural a prefeito de Campina Grande, pela Coligação Democrática Campinense, em oposição ao grupo comandado por Argemiro de Figueiredo, que lançou a candidatura (pela UDN) do major Veneziano Vital do Rego (seu cunhado).
A candidatura de Elpídio de Almeida encontrou ampla aceitação popular e contou com a coordenação de campanha do jovem tribuno Felix Araújo que, com carisma, talento e operosidade, introduziu inovações em termos de mobilização política e de estratégia de campanha. Registra o ex governador Ronaldo Cunha Lima que o poeta “Felix Araújo arrastou multidões pelas ruas, pela primeira vez levando Campina Grande a fazer passeatas imensas”.
Felix – que havia, há pouco tempo, retornado da Itália, como pracinha da Força Expedicionária Brasileira - contribuiu ativamente com seus discursos, hinos, letra de música e habilidosa coordenação de campanha. Introduziu as passeatas, com bandas de música, lenços agitados, uniformes. Promoveu passeatas especializadas, como a das mulheres e etc.
Explica o historiador Josué Sylvestre que Felix procurou, durante todo o processo eleitoral, criar instrumentos que permitissem ampliar a repercussão da campanha, agitando massas, arregimentando correligionários e despertando clima de vitória, mesmo diante de um pleito equilibrado, com adversários experientes e que possuíam maior estrutura de campanha. Para Sylvestre, “as passeatas, no final dos comícios, foi a fórmula encontrada por Felix para incendiar de entusiasmo os correligionários exaltados, dar demonstração de força aos indecisos e desafiar os adversários”. 
Venceu Elpídio de Almeida, obtendo 8.142 sufrágios, contra 6.456 de seu adversário, o Major Veneziano Vital do Rego. 
Durante o governo de Elpídio de Almeida, Felix Araújo foi escolhido Secretário de Educação e Cultura (primeiro secretário de educação de Campina Grande). Realizou um trabalho dinâmico, criou o cinema educativo e incorporou, como registra a historiadora Iêda Lima, "práticas pedagógicas modernas e eficientes".

## Letra de Música: hino da campanha da Coligação Democrática Campinense!
O poeta Felix Araújo foi o autor do hino da campanha para prefeito de Campina Grande do Dr. Elpídio Josué de Almeida e de seu vice Antônio Rodembusch, em 1947. Tornou-se estandarte da campanha da Coligação Democrática Campinense.
Em 1950, Felix reescreveu e readaptou a letra para a campanha a governador de José Américo de Almeida,  mantendo a melodia e partes da composição feita para a campanha do Dr. Elpídio. Inspirou-se na música “Vassourinhas”, também utilizada, em 1911, como hino da campanha do General Dantas Barreto, ao governo de Pernambuco.
A cantora da Rádio Borborema, Maria Mendes, gravou os hinos das duas campanhas. Após a gravação, despontou no âmbito estadual, chegando se apresentar em programas de "rádios do Rio de Janeiro, Capital Federal, na segunda metade da década de 1950".
Na primeira estrofe da letra, Felix lança combate ao coronelismo:
"O Dr. Elpídio de Almeida (bis) / Vai Vencer as Eleições / Pelo Voto Independente (bis) / Dos sinceros corações".
No estribilho, o grito de guerra:
"De pé, ó pobres! ó vítimas da sorte! / Com Deus e o Povo, contra a opressão! / Elpidio de Almeida é o candidato da pobreza e da Religião! / Pelo povo - contra a fome! / Se levanta um grande nome! / Pelo povo - conta a fome! / Se levanta um grande nome!"
Na segunda estrofe, exalta o candidato a vice-prefeito:
"Rodembusch , o Capitão (bis) / - É um padrão de nobreza! / Junto dele se agasalham (bis) / Os filhinhos da Pobreza!"
Na terceira estrofe, explicita as reivindicações populares:
"Com Elpídio e Rodembusch (bis) / - A pobreza vencerá / Já o povo entrou na liça / - Quer escolas e hospitais (bis) / E trabalho com Justiça".
Na quarta estrofe, afasta críticas de adversários:
"Operários e patrões (bis) / Façamos nossa união / - Pelo bem de nossa terra (bis) / Todos na Coligação".
Na quinta estrofe, ressalta o compromisso com a ética e honestidade:
"Com Elpídio e Rodembusch (bis) / - A pobreza vencerá / E o dinheiro que é do povo (bis) / Só ao Povo servirá!"
E na sexta estrofe, conclama a massa popular:
"Nos mocambos esquecidos (bis) / Onde a miséria tombou / O nome do Dr. Elpídio Almeida (bis) / É o sol que despontou!".

## O livreiro Félix Araújo e a Livraria do Povo
Após regressar da II Guerra Mundial, o poeta Félix Araújo tentou encontrar uma atividade, identificada com sua vocação e personalidade, que também lhe permitisse o sustento familiar e a manutenção de seus estudos. Decidiu, portanto, instalar, no ano de 1946, a “Livraria do Povo”, localizada no saguão do Edifício do Banco do Comércio, na esquina da avenida João Pessoa e Marques do Herval, no centro da cidade de Campina Grande.
Na verdade, era muito mais um sebo do que propriamente uma livraria. E entre os diferentes volumes expostos à venda, destacavam-se livros (usados e novos) de poesia, romance, literatura em geral e diversas obras de conteúdo marxista.
A livraria do Povo foi criminosamente incendiada. Conforme relata o historiador Josué Sylvestre, “Certa manhã tudo isso foi encontrado em destroços. As estantes quebradas, muitos livros queimados, outros rasgados, as folhas soltas e arrancadas, espalhadas pelo chão”.
Este episódio foi marcado como o primeiro ato de violência, praticado por adversários ideológicos, sectários de extrema direita, contra o estudante idealista que, à época, era um dos principais ativistas do Partido Comunista no Estado da Paraíba.

## Resultado das Eleições 1951 em Campina Grande
| Vereador                              | Partido / coligação | Votação | % Válidos | Situação               |
| ------------------------------------- | ------------------- | ------- | --------- | ---------------------- |
| Felix Souza Araújo                    | PL - CDP            | 2 797   | 11,01%    | Eleito                 |
| Petrônio Ramos de Figueiredo          | UDN                 | 2 683   | 10,56%    | Eleito                 |
| Olimpio Bonald da Cunha Pedrosa Filho | PSB                 | 1 659   | 6,53%     | Eleito                 |
| Zoroastro Coutinho                    | CDP                 | 1 442   | 5,68%     | Eleito                 |
| Manuel Figueiredo                     | UDN                 | 1 319   | 5,19%     | Eleito                 |
| Antônio Bezerra Sobrinho              | CDP                 | 1 220   | 4,8%      | Eleito                 |
| Protásio Ferreira da Silva            | CDP                 | 1 149   | 4,52%     | Eleito                 |
| Maria Dulce Barbosa                   | UDN                 | 1 087   | 4,28%     | Eleito                 |
| Pedro Salvino de Farias               | CDP                 | 990     | 3,9%      | Eleito                 |
| Americo Porto                         | UDN                 | 750     | 2,95%     | Eleito                 |
| Luiz Pereira da Silva                 | CDP                 | 722     | 2,84%     | Eleito                 |
| Antonio José Rodrigues                | CDP                 | 662     | 2,61%     | Sem Registro Histórico |
| Gumercindo Barbosa Dunda              | UDN                 | 651     | 2,56%     | Eleito                 |

## Homenagens recebidas
- Em Campina Grande-PB:

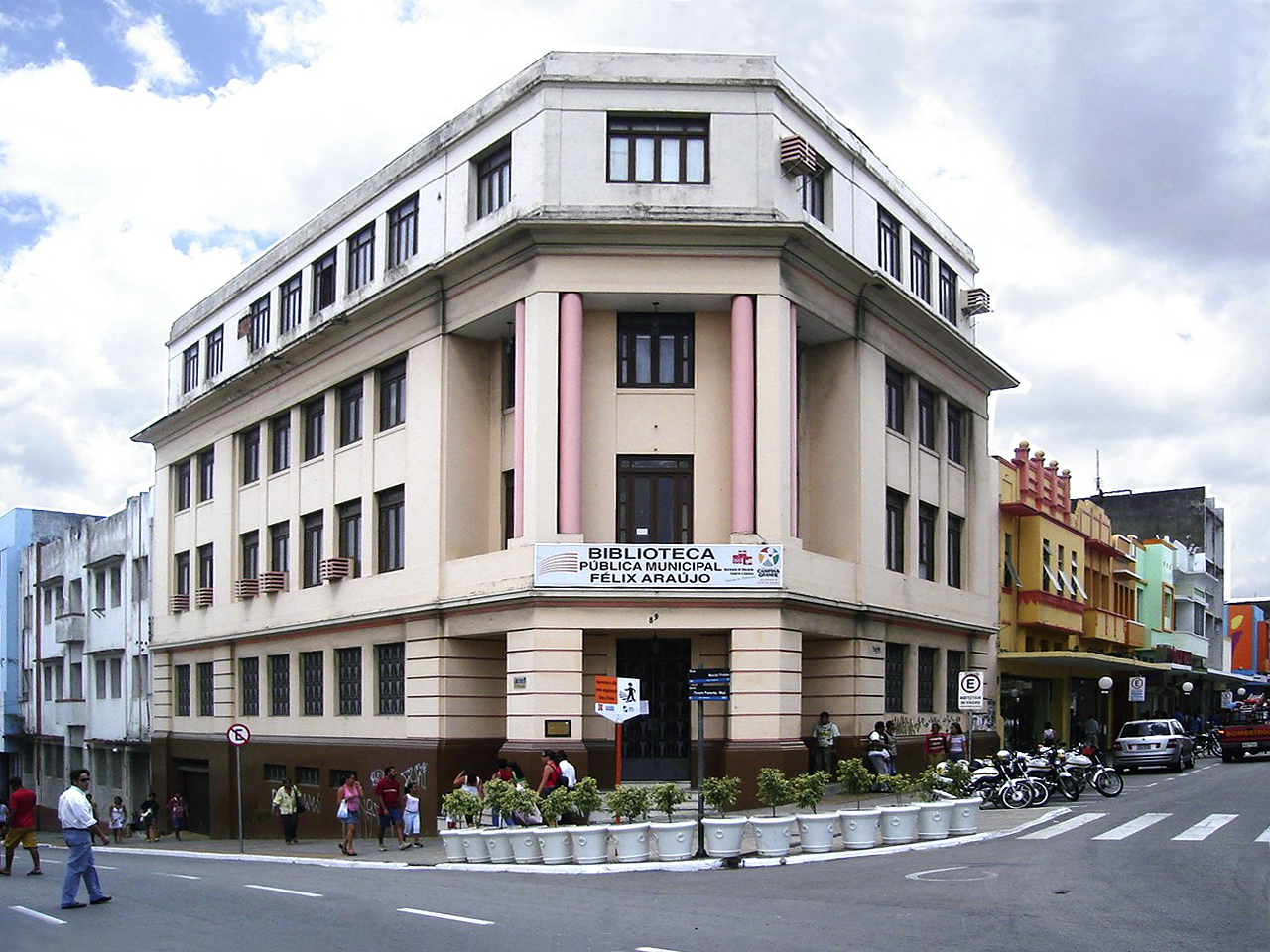
A Biblioteca Municipal Felix Araújo, em Campina Grande.

  - Patrono da Câmara Municipal de Campina Grande, Casa de "Félix Araújo";
  - Escultura no Plenário da Câmara Municipal de Campina Grande;
  - Biblioteca Municipal Félix Araújo;
  - Avenida Félix de Souza Araújo (aprovada pela Câmara)
  - Av. 27 de julho (projeto do vereador João Dantas);
  - Praça Félix Araújo;
  - Casa da Criança Félix Araújo (mantida pena AME);
  - Creche Pré-Escola Félix Araújo (Municipal);
  - Colégio Estadual Félix Araújo (bairro da Liberdade);
  - Escola Municipal de Primeiro Grau Félix Araújo (bairro do Catolé);
  - Patrono da Cadeira n.º 13 da Academia Campinense de Letras;
  - A Resolução de número 13, de 28 de agosto de 1981, da Câmara Municipal de Campina Grande, estabelece homenagem à memória do ex-vereador Félix de Souza Araújo.
  - Patrono do Escritório de Advocacia Félix Araújo
- Em Boqueirão-PB:
  - Rua Félix Araújo;
  - Travessa Félix Araújo.
- Em Cabaceiras-PB:
  - rua Félix Araújo;
  - Patrono da mostra cultural da cidade de Cabaceiras, denominada de "IV Cabaceiras Mostra Cultura"(em dezembro de 2008)
  - Homenageado pelos poetas repentistas Erasmo Ferreira e Severino Feitosa(dezembro de 2008);
  - Em sua homenagem os alunos da Escola Abdias Aires plantaram uma árvore (uma cajazeiras, em dezembro de 2008);
- Em Cajazeiras-PB:
  - Praça Félix Araújo (construída pelo Prefeito Zerinho, Administração 1993/1996)
- Em Caturité-PB:
  - Escola Estadual de Ensino Fundamental e Médio Felix Araujo
- Em João Pessoa-PB:
  - Escola do Legislativo Félix Araújo (Assembleia Legislativa do Estado).
- Em Patos-PB:
  - Rua Félix Araújo;
- Em Sousa-PB:
  - Avenida Félix Araújo;
- Em Teixeira-PB:
  - Rua Félix Araújo.

## Escultura de Félix Araújo no Plenário do Poder Legislativo Campinense
Em 14 de agosto de 2007, a Câmara Municipal de Campina Grande realizou sessão especial em homenagem a Félix Araújo, atendendo ao que determina a Resolução de número 13, de 28 de agosto de 1981.
Na oportunidade, o então presidente da Câmara, vereador Paulinho da Caranguejo, apresentou a escultura de Félix Araújo, atualmente fixada no Plenário do Poder Legislativo Municipal e criou a comenda Félix Araújo. A escultura é obra do artista José Aluísio da Silva.

## Cordel sobre a vida de Felix Araújo
O poeta Manoel Monteiro, da Academia Brasileira de Literatura de Cordel e do IHGCP, publicou a trajetória da vida do Tribuno Félix Araújo em Cordel.

## Academia Brasileira de Letras
- Recentemente a Academia Brasileira de Letras publicou, na "Revista Brasileira" da Academia Brasileira de Letras, trabalho intitulado "Félix Araujo: o cronista, o poeta e o político", de autoria do ensaísta e professor de Teoria da Literatura da Universidade Federal de Campina Grande (UFCG), José Mário da Silva, que retrata o legado cultural construído por Félix Araújo.[8]

## No cinquentenário da morte de Félix Araújo (em 2003)
- A trajetória de vida de Félix foi rememorada, no ano de 2003, quando completou o cinquentenário de sua morte. Durante o citado ano, vários livros sobre Félix foram lançados, assim como uma agenda de eventos foi cumprida. As atividades foram lideradas pelo historiador e professor José Octávio de Arruda Melo, então presidente do Instituto do Patrimônio Histórico e Artístico do Estado da Paraíba (Iphaep). Entre as homenagens, destacam-se:
  - Exposição fotográfica, intitulada "Cinquentenário da Morte de Félix", acompanhada de publicações e lançamento da revista UNIPÊ;
  - Concurso literário "Vida e Obra de Félix Araújo";
  - Lançamento do livro "Nos Tempos de Félix Araújo – Estado Novo, Guerra Mundial e Redemocratização (1937-47)", do prof. José Octávio de Arruda Mello;
  - Lançamento do livro "No Cinquentenário da morte de Félix Araújo", da historiadora Eliete Gurjão de Queiroz;
  - Lançamento, na Academia Paraibana de Letras (APL), em João Pessoa, do livro "A Trajetória Interrompida de Félix Araújo", do jornalista e historiador Josué Sylvestre;
  - Sessão especial em homenagem a memória de Félix Araújo, prestada pela Assembleia Legislativa do Estado da Paraíba;
  - Sessão especial em homenagem a memória de Félix Araújo, prestada pela Câmara Municipal de Campina Grande.

## No sexagenário aniversário de morte do tribuno Félix Araújo (em 2013)
- No ano de 2013, a memória do poeta Félix Araújo foi relembrada por historiadores, poetas, intelectuais, políticos e pessoas da sociedade paraibana, por ocasião das comemorações do sexagenário aniversário de sua morte. Entre as homenagens tributadas:
  - Sessão Especial, promovida pela Câmara de Vereadores de Campina Grande, em 22 de agosto de 2013, em homenagem ao poeta e tribuno Félix Araújo (patrono do Poder Legislativo Municipal[40]), com a palestra do Prof. José Mário da Silva;[41]
  - Reforma da Biblioteca Félix Araújo, anunciada pelo Prefeitura Municipal de Campina Grande;
  - Publicação, do Caderno Correio das Artes, do Jornal A União, de 28 de julho de 2013, em homenagem à memória de Félix Araújo;
  - Publicação de diferentes episódios da vida de Félix Araújo em "Retalhos Históricos de Campina Grande";
  - Publicação do artigo intitulado: "Félix: liderança e genialidade", de autoria do membro da Associação Paraibana de Letras, Evaldo Gonçalves;
  - Publicação do artigo intitulado: "Félix Araújo: Legado Coerente", de autoria do advogado, jornalista e escritor Ricardo Soares;
  - Publicação do artigo intitulado: "Félix Araújo: 60 anos de um legado imorredouro", de autoria do jornalista Lenildo Ferreira;[42]
  - Publicação do artigo: "Félix Araújo: uma vida de interrupções", de autoria do historiador, escritor e jornalista Bruno Gaudêncio;
  - Publicação do artigo: "O poeta e o político. Talento que transcende a morte e se consolida na História da Paraíba", de autoria do jornalista e compositor Alexandre Nunes;
  - Publicação do artigo: "Trajetória de Félix Araújo 1940/48", de autoria do historiador e integrante do IHGB e IHGP José Octávio de Arruda Mello.
  - Publicação do artigo: "A Pluridimensionalidade da obra de Félix Araújo", de autoria do crítico de literatura e professor da Universidade Federal de Campina Grande José Mário da Silva.
  - Publicação do artigo: "Félix Araújo: o autor e o personagem", de autoria do crítico de literatura, poeta e professor da Universidade Federal da Paraíba Hildeberto Barbosa Filho.
  - Publicação da reportagem especial: "Félix Araújo: o homem que soube servir!", de autoria do jornalista do Bis PB, Bruno de Lima.[43]

## Genealogia: ascendentes e descendentes de Félix Araújo

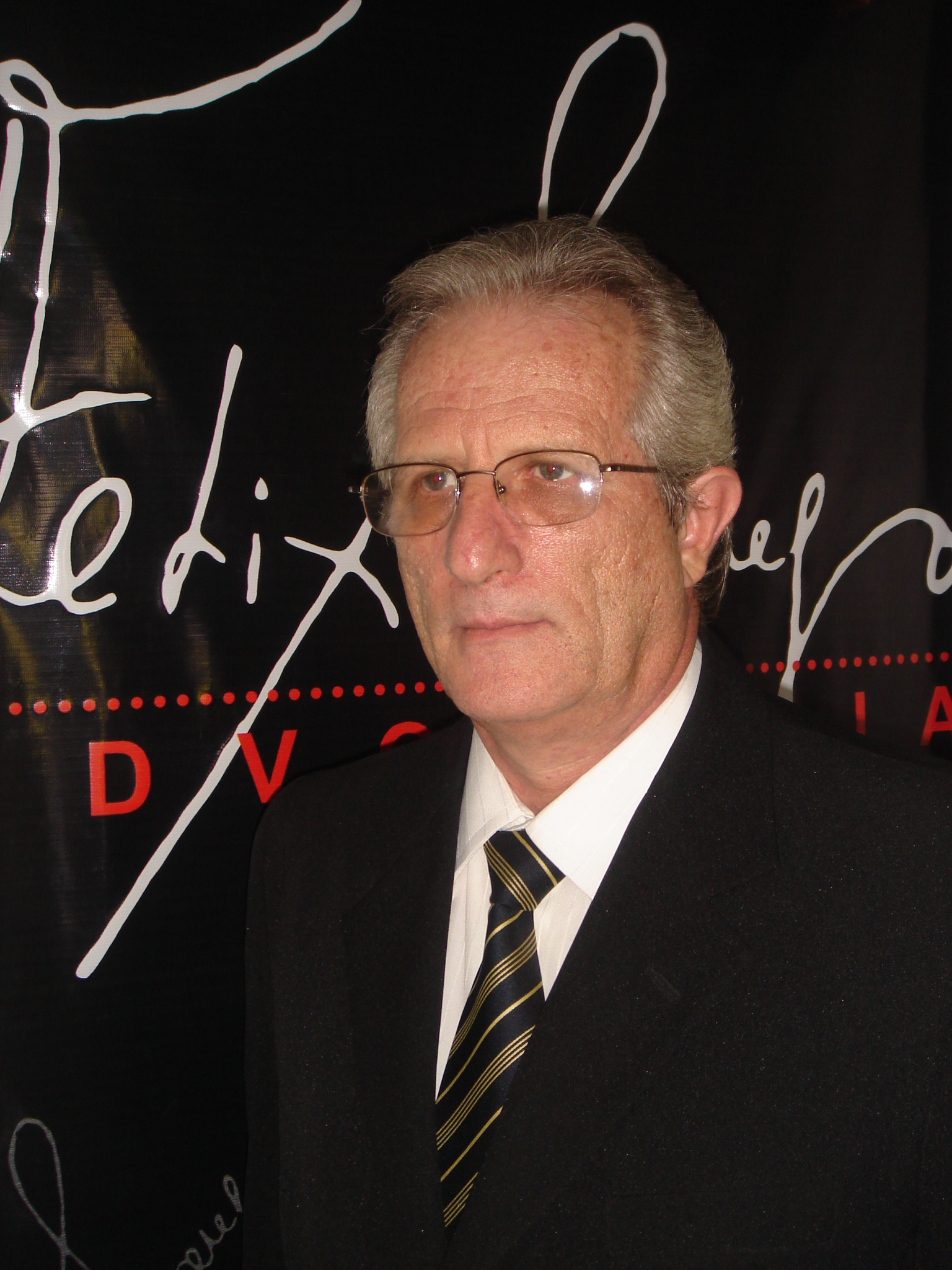
Félix Araújo Filho, filho de Félix Araújo, foi Prefeito de Campina Grande.

- Pais: Francisco Virgolino de Sousa e Nautília Pereira de Araújo
- Descendentes: Félix de Souza Araújo (casou-se com Maria do Socorro Douettes Araújo) e Mário de Souza Araújo (casou-se com Osminda Araújo)
  - Filhos de Félix Araújo: Maria do Socorro Tamar Araújo Celino (casou-se com José Celino Filho) e Félix Araújo Filho (casou-se com Ângela Cristine Albuquerque Araújo);
    - Filhos de Tamar: Isabella Araújo Celino Guimarães (casou-se com Ricardo Silveira Guimarães); José Celino Neto; e Rodrigo Araújo Celino (casou-se com Renata Marcelino Celino);
    - Filhos de Félix Araújo Filho: Félix Araújo Neto (Casou-se com Juliana Braz Bezerra Araújo); Ludmila Albuquerque Douettes Araújo; Fernando Albuquerque Douettes Araújo (Casou-se com Edivanete da Silva Araujo Douettes Araújo); Laíse Dulciele Albuquerque Douettes Araújo.